# Скорик Олександра Федорівна
Олександра Федорівна Скорик (1930—2004) — українська вчена у галузях палеонтології та теріології, кандидат біологічних наук (1973), фахівчиня з викопних дрібних ссавців неогену і антропогену України, переважно гризунів. Описала декілька нових для науки видів цієї групи. Лауреатка премії НАН України імені І. І. Шмальгаузена (1993).

## Життєпис
Протягом 1950—1955 років навчалася у Київському ветеринарному інституті. З 1961 року працювала у відділі палеозоології Інституту зоології АН УРСР, що опікувався академічним Палеонтологічним музеєм. У 1973 році захистила кандидатську дисертацію на тему «Грызуны Тилигульской позднеплиоценовой фауны» (науковий керівник В. О. Топачевський). До 2004 року продовжувала працювати у відділі, що опікувався Палеонтологічним музеєм (з 1996 року — відділ палеонтології у складі Національного науково-природничого музею НАН України), зокрема брала участь в оформленні його експозиції.
Нагороджена медалями «У пам'ять 1500-річчя Києва» і «Ветеран праці».

## Деякі найважливіші наукові праці

### Монографії
- Топачевский В. А., Скорик А Ф. Грызуны раннетоманской фауны тилигульского разреза. — Киев: Наукова думка, 1977. — 252 с.
- Топачевский В. А., Скорик А. Ф., Рековец Л. И. Грызуны верхненеогеновых и раннеантропогеновых отложений Хаджибейского лимана. — Киев: Наукова думка, 1987. — 208 с.
- Топачевский В. А., Скорик А. Ф. Неогеновые и плейстоценовые низшие хомякообразые юга Восточной Европы. — Киев: Наукова думка, 1992. — 242 с.

### Статті
- Топачевский В. А., Скорик А. Ф. Новый вид рода доломис — Dolomys (Pliomys) ucrainicus (Rodentia, Microtidae) из верхнеплиоценовых отложений юга Украины [Архівовано 4 листопада 2019 у Wayback Machine.] // Вестник зоологии. — 1969. — 4. — С. 61-67.
- Скорик А. Ф. Новое местонахождение остатков позднеплиоценовых мелких млекопитающих в Николаевской области УССР [Архівовано 14 липня 2018 у Wayback Machine.] // Вестник зоологии. — 1969. — 4. — С. 83-85.
- Топачевский В. А., Скорик А. Ф. Первые находки эомисовых (Mammalia, Rodentia) в Восточной Европе [Архівовано 11 березня 2022 у Wayback Machine.] // Вестник зоологии. — 1972. — 6. — С. 80-85.
- Скорик А. Ф. Корнезубые безцеменнтные полевки рода Villanyia позднемиоценовых от-ложений юга Украины // Природная обстановка и фауны прошлого. — 1972. — 6. — С. 35–50.
- Топачевский В. А., Скорик А. Ф. Первые находки крупных пищух рода Ochotonoides Teil. de Chardin et Young (Lagomorpha, Lagomyidae) и очерк истории Lagomyidae в Восточной Европе [Архівовано 7 березня 2022 у Wayback Machine.] // Вестник зоологии. — 1977. — 6. — С. 45-52.
- Топачевский В. А., Скорик А. Ф., Рековец Л. И. Древнейшие полевки трибы Micritini (Rodentia, Microtidae) юга УССР // Вестник зоологии. — 1978. — 2. — С. 35-41.
- Скорик А. Ф. Случаи остеопатологии у гиппарионов [Архівовано 4 листопада 2019 у Wayback Machine.] // Вестник зоологии. — 1979. — 1. — С. 75-76.
- Скорик А. Ф. Попытка анализа случаев остеопатологпп у ископаемых млекопитающих [Архівовано 11 березня 2022 у Wayback Machine.] // Вестник зоологии. — 1979. — 3. — С. 63-66.
- Топачевский В. А., Скорик А. Ф., Чепалыга А. А. Новые материалы по фауне моллюсков и мелких млекопитающих позднего плиоцена одесского куяльника [Архівовано 10 березня 2022 у Wayback Machine.] // Вестник зоологии. — 1979. — 5. — С. 11-18.
- Топачевский В. А., Скорик А. Ф. Систематический обзор позднемиоценовых и раннеплиоценовых грызунов (Mammalia, Rodentia) Северного Причерноморья // Вестник зоологии. — 1979. — 6. — С. 11-17.
- Топачевский В. А., Скорик А. Ф. Первая находка ископаемых остатков косматых хомяков — Lophiomyinae (Rodentia, Cricetidae) [Архівовано 7 березня 2022 у Wayback Machine.] // Вестник зоологии. — 1984. — 2. — С. 57-60.
- Топачевский В. А., Скорик А. Ф., Рековец Л. И. Древнейшие тушканчиковые подсемейства Lophocricetinae (Rodentia, Dipodidae) юго-запада европейской части СССР [Архівовано 10 березня 2022 у Wayback Machine.] // Вестник зоологии. — 1984. — 4. — С. 32-39.
- Топачевский В. А., Скорик А. Ф. Новые полевкозубые Cricetodontinae (Rodentia, Cricetidae) из валезия Евразии и некоторые вопросы надродовой систематики подсемейства [Архівовано 6 березня 2022 у Wayback Machine.] // Вестник зоологии. — 1988. — 5. — С. 37-45.
- Несин В. А., Скорик А. Ф. Первая находка полевки рода Dinaromys (Microtinae, Rodentia) в СССР [Архівовано 24 серпня 2017 у Wayback Machine.] // Вестник зоологии. — 1989. — 5. — С. 14-17.